# Abraemo
Abraemo foi uma das muitas moedas, neste caso de ouro, com o valor equivalente a 420 réis  que circularam em Goa, Estado da Índia Portuguesa, no século XVI, levadas pelo comércio. Também era conhecida como sultani.